# Indigofera elliotii
Indigofera elliotii är en ärtväxtart som först beskrevs av Baker f., och fick sitt nu gällande namn av Jan Bevington Gillett. Indigofera elliotii ingår i släktet indigosläktet, och familjen ärtväxter. Inga underarter finns listade i Catalogue of Life.